# 自衛隊奨学生
自衛隊奨学生（じえいたいしょうがくせい）とは日本の各自衛隊における隊員採用区分の一つであり、将来の自衛官としての勤務を前提に学資金が貸与される。
2024年5月までは自衛隊貸費学生と呼ばれていた。

## 概要
大学(短期大学及び大学院を含む)、高等専門学校、専門学校又はこれらの学校に相当する外国の学校に在学中で、医学、歯学、理学、工学、文学(語学)又は法学を専攻中若しくは専攻しようとし、学士相当以上の学位を取得した上で卒業・修了後その専攻学術を活かして自衛隊で勤務しようとする者に対し、卒業後の各自衛隊の幹部候補生採用を保証した上で学資金を貸し与える制度である（自衛隊法第98条、自衛隊法施行令第120条の2、幹部候補者たる自衛官の任用等に関する訓令附則2）。身分切替えの事務手続き上、卒業年度の陸上自衛隊、海上自衛隊および航空自衛隊の一般幹部候補生試験を志願する（学位等を取得していれば一般幹部候補生試験（大卒程度試験・院卒者試験）に合格しているとみなされる。）。
2024年5月までは医歯薬理工系の大学生・大学院生のうち大学3年生以上の学年の者に限られており、医歯薬は衛生貸費学生は陸上自衛隊および海上自衛隊、航空自衛隊の医科・歯科幹部候補生として採用。理工系は技術貸費学生と呼ばれ、陸上自衛隊および航空自衛隊では一般幹部候補生として採用され、船舶工学と海洋工学のみは海上自衛隊の技術幹部候補生として受験資格に含めていた。
学資金を受給し始める学年、受け続ける期間については各人差異があるが、受給した年月の1.5倍以上の各自衛隊勤務（実務経験ではなく、幹部候補生学校や職種学校・術科学校も含めた総計の年数）でその返還は免除される。
採用に当たっては筆記試験、口述試験及び身体検査に合格し、保証人を要する。学資金の貸与額は毎月54,000円（2024年4月1日現在）。平成27年度を例に取ると、貸費学生数は16名であった。

## 類似の制度
諸外国では大学生向けの課程としてアメリカ、韓国のROTC（予備役将校訓練課程）といった類似制度がある。また、旧日本海軍における「海軍軍医（造船／造兵／造機）学生」が相当する。